# اچ‌ام‌اس اسپایتفول (۱۸۹۹)
اچ‌ام‌اس اسپایتفول (۱۸۹۹) (به انگلیسی: HMS Spiteful (1899)) یک کشتی بود که طول آن ۲۱۰ فوت (۶۴ متر) بود. این کشتی در سال ۱۸۹۹ ساخته شد.